# Наук, Август Карлович
А́вгуст Ка́рлович На́ук (нем. August Nauck; 1822, Ауэрштедт — 1892, Териоки) — немецкий и российский филолог-классик; академик.

## Биография
Родился 18 сентября 1822 года в семье пастора.
В гимназии Шульпфорте в старших классах занимался под руководством выдающегося эллиниста Карла Кейля; блестяще окончил её и осенью 1841 года поступил в Галльский университет, где намеревался изучать теологию, но вскоре перешёл на философский факультет, где сосредоточился на классической филологии. Окончил университетский курс в апреле 1846 года. Поиски заработка привели его в Россию, где он близ Риги стал домашним учителем в семье сельского пастора, на дочери которого впоследствии и женился.
В 1851 году А. К. Наук вернулся в Берлин, чтобы получить место учителя гимназии, которое он и занял в следующем году в местечке Prenzlau, а в 1853 году перешёл в Иоахимстальскую гимназию в Берлине, директором которой был в то время Август Мейнеке.
6 июня 1858 года он был избран экстраординарным академиком Петербургской академии наук и в 1859 году переехал в Петербург, где сначала преподавал древние языки в гимназии Видемана (с 1860 до 1868), затем обучал славянских стипендиатов, готовившихся быть учителями гимназий, а в 1869—1883 годах был ординарным профессором греческого языка и литературы в историко-филологическом институте, читая лекции на латинском языке. С 1861 года — ординарный академик по кафедре классической филологии.
У него прошли высшую школу классической филологии П. В. Никитин, В. В. Латышев, Н. Д. Корольков.
С 1861 года он состоял членом-корреспондентом Берлинской академии наук, с 1870 года — членом Афинского археологического общества, с 1881 года — корреспондентом Гёттингенского учёного общества, с 1884 года — почётным членом Киевского университета, с 1885 года — иностранным членом Нидерландской академии наук, с 1887 года — почётным членом греческого Константинопольского филологического общества, с 1889 года — иностранным членом Мюнхенской академии наук. Был избран членкором французской Academie des Inscriptions на вакансию, открывшуюся после смерти Георга Курциуса.
Умер в Териоки 3 (15) августа 1892 года. Похоронен на Смоленском лютеранском кладбище.
Его сын Август (21.02.1861 — 1912) окончил филологическую гимназию при Санкт-Петербургском историко-филологическом институте (1878, серебряная медаль) и медицинский факультет Дерптского университета. В. В. Розанов упоминал его как лечащего врача своей жены.

## Основные труды
- Aristophanis Byzantii fragmenta. Halis, 1848.
- Euripidis tragoediae. Lipsiae, 1854 (editio II - 1857, III - 1871).
- Tragicorum Graecorum fragmenta. Lipsiae, 1856 (editio II - 1895)[4]
- Jamblichi de vita Pythagorica liber. Petr., 1884.
- Johannis Damasceni canones iambici. Petr., 1894.

Интересно, что А. К. Наук считал, что «кроме новых греков, нет другого народа, более связанного своими историческими судьбами с древними эллинами, как народ русский».